# Пінелоп (Техас)
Пінелоп (англ. Penelope) — місто (англ. town) в США, в окрузі Гілл штату Техас. Населення — 180 осіб (2020).

## Географія
Пінелоп розташований за координатами 31°51′16″ пн. ш. 96°55′41″ зх. д. / 31.85444° пн. ш. 96.92806° зх. д. (31.854533, -96.928185).  За даними Бюро перепису населення США в 2010 році місто мало площу 2,64 км², з яких 2,57 км² — суходіл та 0,07 км² — водойми.

## Демографія
Згідно з переписом 2010 року, у місті мешкало 198 осіб у 79 домогосподарствах у складі 57 родин. Густота населення становила 75 осіб/км².  Було 100 помешкань (38/км²).
Расовий склад населення:
| - 84,3 % — білих - 1,0 % — чорних або афроамериканців - 1,0 % — азіатів - 13,6 % — осіб інших рас |

До двох чи більше рас належало 0,0 %. Частка іспаномовних становила 25,3 % від усіх жителів.
За віковим діапазоном населення розподілялося таким чином: 21,7 % — особи молодші 18 років, 60,6 % — особи у віці 18—64 років, 17,7 % — особи у віці 65 років та старші. Медіана віку мешканця становила 41,5 року. На 100 осіб жіночої статі у місті припадало 98,0 чоловіків;  на 100 жінок у віці від 18 років та старших — 96,2 чоловіків також старших 18 років.
Середній дохід на одне домашнє господарство  становив 49 044 долари США (медіана — 44 732), а середній дохід на одну сім'ю — 54 723 долари (медіана — 52 188). За межею бідності перебувало 8,3 % осіб, у тому числі 3,6 % дітей у віці до 18 років та 33,3 % осіб у віці 65 років та старших.
Цивільне працевлаштоване населення становило 99 осіб. Основні галузі зайнятості: освіта, охорона здоров'я та соціальна допомога — 23,2 %, транспорт — 15,2 %, виробництво — 15,2 %.